# Bataille de Gulnabad
La bataille de Gulnabad se déroule le 8 mars 1722 près du village de Jilanabad (en), à une vingtaine de kilomètres à l'est d'Ispahan. Elle oppose les forces de l'Empire perse séfévide à celles de l'émir afghan Mahmoud Hotaki. Bien qu'ils soient inférieurs en nombre, les Afghans profitent des dissensions entre les généraux séfévides pour remporter la victoire. Ce succès leur ouvre la route d'Ispahan, la capitale des Séfévides.

## Contexte
Les Séfévides sont prêts à engager l'affrontement dès le 7, mais les astrologues du shah lui recommandent d'attendre le lendemain, journée jugée plus propice à la victoire. Soltan Hossein ordonne également qu'on fasse boire à ses hommes une potion censée les rendre invisibles aux yeux de l'ennemi.

## Ordre de bataille
L'aile droite de l'armée séfévide est commandée par un général expérimenté d'origine géorgienne, Rostom Khan (en). Le centre est dirigé par le grand vizir Mohammad Qoli Khan Shamlu (en) et l'aile gauche par Ali Mardan Khan, wali du Lorestan. L'armée séfévide bénéficie également de la présence de 24 pièces d'artillerie sous la direction du Français Philippe Colombe (en).

## Déroulement
La bataille s'ouvre avec la charge de l'aile droite séfévide, qui sème la panique chez les Afghans. Elle ne bénéficie pas de suffisamment de soutien de la part de la cavalerie perse, qui préfère aller piller le camp afghan que se concentrer sur la bataille. Les Séfévides ne poussent pas leur avantage, le vizir Mohammad Qoli Khan Shamlu préférant rester sur ses positions qu'attaquer à son tour, ce qui permet à Mahmoud Hotaki de repousser Rostom Khan.
L'aile gauche séfévide attaque à son tour, mais l'aile droite afghane effectue une retraite feinte pour l'attirer à portée des zamburaks, des pièces d'artillerie légère montées sur des chameaux qui font des ravages dans les rangs perses. La cavalerie afghane charge l'artillerie séfévide, qui n'est plus protégée et ne peut répliquer. Mohammad Qoli Khan Shamlu bat en retraite sans avoir engagé le combat, laissant Mahmoud Hotaki maître du champ de bataille.

## Conséquences
La victoire de Gulnabad ouvre aux Afghans la route d'Ispahan. La ville tombe entre leurs mains après un siège de six mois et le shah séfévide, Soltan Hossein, abdique en faveur de Mahmoud Hotaki le 23 octobre 1722.